# Reprezentacja Malezji w rugby union mężczyzn
Reprezentacja Malezji w rugby union mężczyzn – zespół rugby union, biorący udział w imieniu Malezji w meczach i sportowych imprezach międzynarodowych, powoływany przez selekcjonera, w którym mogą występować wyłącznie zawodnicy posiadający obywatelstwo tego kraju, mieszkający w nim, bądź kwalifikujący się ze względu na pochodzenie rodziców lub dziadków. Za jego funkcjonowanie odpowiedzialny jest Malaysian Rugby Union, członek ARFU i World Rugby.

## Turnieje

### Udział wAsian Five Nations
| Rok  | Klasa rozgrywek | Wynik | Źródło |
| ---- | --------------- | ----- | ------ |
| 2008 | Dywizja II      | 2.    |        |
| 2009 | Dywizja II      | 1.    |        |
| 2010 | Dywizja I       | 3.    |        |
| 2011 | Dywizja I       | 4.    |        |
| 2012 | Dywizja II      | 2.    |        |
| 2013 | Dywizja II      | 2.    |        |
| 2014 | Dywizja II      | 1.    |        |

### Udział wPucharze Świata
| Rok  | Kwalifikacje            | Wynik |
| ---- | ----------------------- | ----- |
| 1987 | Nie brała udziału       | -     |
| 1991 | Nie brała udziału       | -     |
| 1995 | Nie zakwalifikowała się | -     |
| 1999 | Nie zakwalifikowała się | -     |
| 2003 | Nie zakwalifikowała się | -     |
| 2007 | Nie zakwalifikowała się | -     |
| 2011 | Nie zakwalifikowała się | -     |
| 2015 | Nie zakwalifikowała się | -     |
| 2019 |                         |       |